# ロスアルトス (カリフォルニア州)
ロスアルトス（Los Altos）は、アメリカ合衆国カリフォルニア州のサンタクララ郡にある都市。人口は3万1625人（2020年）。サンフランシスコ・ベイエリアに位置している。富裕層の住民が多い。

## 地理
スタンフォード大学に近い。ロスアルトスヒルズやマウンテンビュー、パロアルトと隣接している。

## 歴史
1976年、Apple共同創業者のスティーブ・ジョブズとスティーブ・ウォズニアックは、ロスアルトスのジョブズの家のガレージでApple Iを製作した。

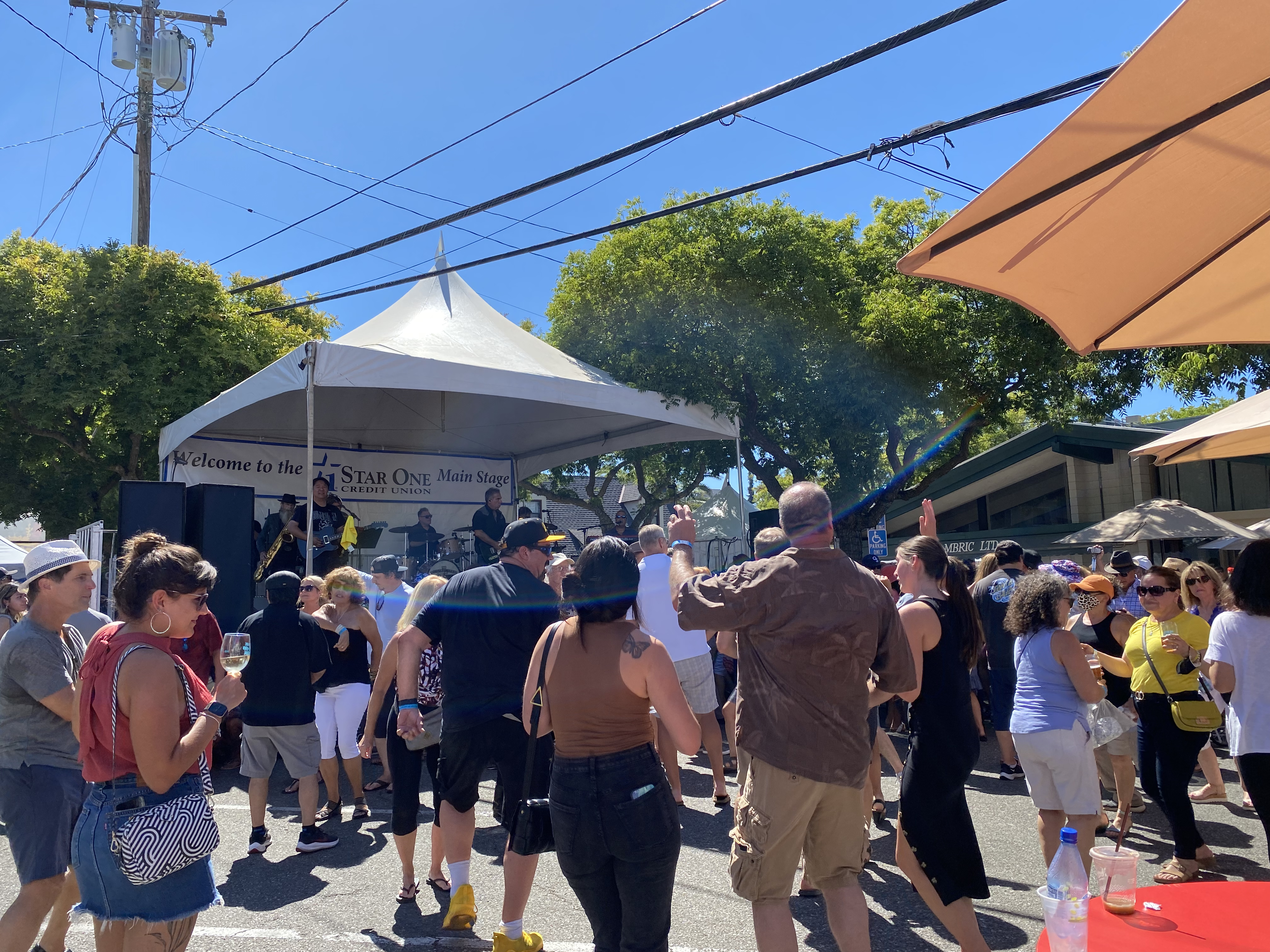
ワインフェスティバル（2022年）